# Синиша Анджелкович
Синиша Анджелкович (словен. Siniša Anđelković; нар. 13 лютого 1986, Крань) — словенський футболіст, захисник національної збірної Словенії та італійського клубу «Палермо».
Чемпіон Словенії.

## Клубна кар'єра
Вихованець футбольної школи клубу «Триглав». Дорослу футбольну кар'єру розпочав 2004 року в основній команді того ж клубу, в якій провів чотири сезони, взявши участь у 69 матчах чемпіонату.
Протягом 2008—2010 років захищав кольори команди клубу «Драва».
Своєю грою за останню команду привернув увагу представників тренерського штабу клубу «Марибор», до складу якого приєднався 2010 року. Відіграв за команду з Марибора наступний сезон своєї ігрової кар'єри.
2011 року перейшов до італійського клубу «Палермо».
Того ж року уклав орендну угоду з клубом «Асколі», у складі якого провів наступний рік своєї кар'єри гравця.
З 2012 по 2013 роки знову на правах оренди захищав кольори команди клубу «Модена».
До складу клубу «Палермо» повернувся 2013 року.

## Виступи за збірну
2011 року дебютував в офіційних матчах у складі національної збірної Словенії.
| Дата       | Місто   | Господарі | Результат | Гості    | Турнір            | Голи | Примітки |
| ---------- | ------- | --------- | --------- | -------- | ----------------- | ---- | -------- |
| 9-2-2011   | Тирана  | Албанія   | 1 – 2     | Словенія | товариський матч  | -    |          |
| 25-3-2011  | Любляна | Словенія  | 0 – 1     | Італія   | Відбір до ЧЄ 2012 | -    |          |
| 14-8-2013  | Турку   | Фінляндія | 2 – 0     | Словенія | товариський матч  | -    |          |
| 18-11-2014 | Любляна | Словенія  | 0 – 1     | Колумбія | товариський матч  | -    |          |
| 30-3-2015  | Доха    | Катар     | 1 – 0     | Словенія | товариський матч  | -    |          |
| Усього     |         | Матчів    | 5         |          | Голів             | 0    |          |

## Титули і досягнення
- Володар Кубка Словенії (1):

«Марибор»: 2009-10